# Feelings
Feelings – singel polskiej piosenkarki Darii. Singel został wydany 9 listopada 2023.
Kompozycja znalazła się na 10. miejscu listy OLiA, najczęściej odtwarzanych utworów w polskich rozgłośniach radiowych.

## Geneza utworu i historia wydania
Utwór napisali i skomponowali Daria Marcinkowska, Maciej Puchalski, Marcin Górecki oraz Paweł Karski.
Singel ukazał się w formacie digital download 10 listopada 2022 w Polsce za pośrednictwem wytwórni płytowej Pelican Songs w dystrybucji Universal Music Polska.
31 grudnia 2023 singel został zaprezentowany telewidzom stacji TVP2 podczas corocznego tzw. Sylwestra z Dwójką.
Piosenka została zgłoszona do polskich wewnętrznych eliminacji na 68. Konkurs Piosenki Eurowizji organizowany w Malmö.

## „Feelings” w stacjach radiowych
Nagranie było notowane na 10. miejscu w zestawieniu OLiA, najczęściej odtwarzanych utworów w polskich rozgłośniach radiowych.

## Lista utworów
- Digital download[2]

1. „Feelings” – 2:34

## Notowania

### Pozycja na liście airplay
| Kraj   | Lista (2024)                   | Najwyższa pozycja |
| ------ | ------------------------------ | ----------------- |
| Polska | OLiS – oficjalna lista airplay | 10                |

## Wyróżnienia
| Rok  | Konkurs                  | Kategoria    | Rezultat    |
| ---- | ------------------------ | ------------ | ----------- |
| 2023 | Przebój roku RMF FM 2023 | Przebój roku | 93. miejsce |